# Піскшин
Піскшин (пол. Piskrzyn) — село в Польщі, у гміні Бацьковиці Опатовського повіту Свентокшиського воєводства.
Населення — 209 осіб (2011).
У 1975-1998 роках село належало до Тарнобжезького воєводства.

## Демографія
Демографічна структура на день 31 березня 2011 року:
|          | Загалом | Допрацездатний вік | Працездатний вік | Постпрацездатний вік |
| -------- | ------- | ------------------ | ---------------- | -------------------- |
| Чоловіки | 102     | 21                 | 68               | 13                   |
| Жінки    | 107     | 27                 | 53               | 27                   |
| Разом    | 209     | 48                 | 121              | 40                   |